# Distretto di Rawa
Il distretto di Rawa (in polacco powiat rawski) è un distretto polacco appartenente al voivodato di Łódź.

## Geografia antropica

### Suddivisioni amministrative
Il distretto comprende 6 comuni.
- Comuni urbani: Rawa Mazowiecka
- Comuni urbano-rurali: Biała Rawska
- Comuni rurali: Cielądz, Rawa Mazowiecka, Regnów, Sadkowice